# Socket 563
Socket 563は、低消費電力型 (16 W から 25 W のTDP) の Athlon XP-M プロセッサ (モデル8と10) だけで使われたμPGA の CPUソケットである。

## 概要
このソケットは通常、低消費電力プロセッサが必要なラップトップで使用され、他の Athlon プロセッサで使用される Socket A (462ピン) とは異なる、特別な 563ピンの μPGA パッケージである。
Socket 563 を使用したデスクトップPCは存在した。PCChips は、そのようなマザーボードを出荷していたことで知られている。M863G Ver3 (実際にはECSが製造した) は Socket 563 のプロセッサとヒートシンクをバンドルしていた。

## 採用製品
CPU
- AMD
  - Athlon XP-M

チップセット
- SiS
  - 741